# Fortipalpa yucatanica
Fortipalpa yucatanica là một loài tò vò trong họ Ichneumonidae.